# لاثريو دي تورميس

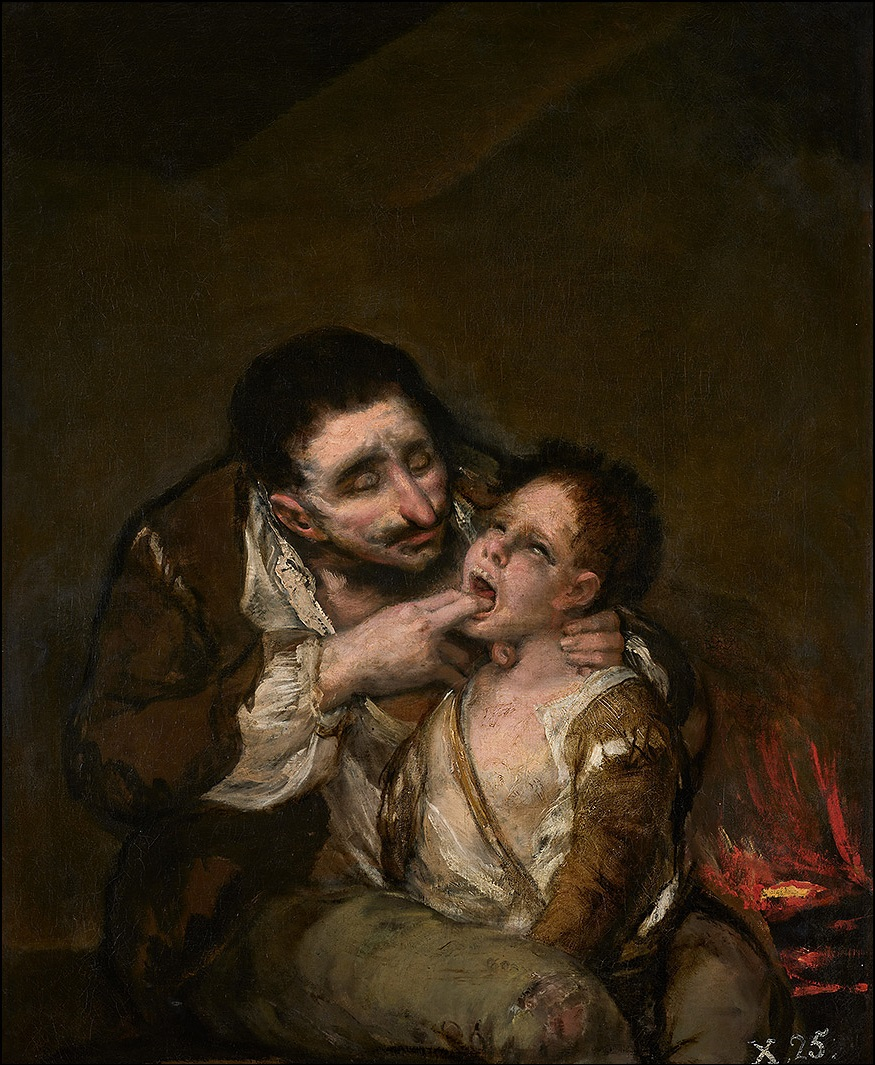
لاثريو دي تورميس، 1808-1812، الكاتب فرانثيسكو غويا

حياة لاثريو دي تورميس وما ورد من حسن أقداره وسوئها، المعروفة أكثر باسم لاثريو دي تورميس (بالإسبانية: Lazarillo de Tormes أو La vida de Lazarillo de Tormes y de sus fortunas y adversidades) رواية إسبانيّة مجهولة المؤلف، مكتوبة على شكل رسالة يكون فيها الراوي شخصيّة من شخصيّات العمل. أقدم طبعة لهذا العمل عرفت يعود تاريخها إلى عام 1554م. يروي فيها البطل لاثرو سيرته الذاتية منذ ولادته مروراً بطفولته البائسة ثم زواجه حتى بلوغه سن الرشد في مجتمع القرن السادس عشر.
وتعتبر الرواية تمهيدًا للرواية الشطارية أو البيكارسكيّة بعناصرها المتمثلة في الواقعية والسرد، الذي يكون فيه الرّاوي شخصيّة من شخصيّات العمل، ترحال البطل، العمل في خدمة أكثر من سيّد، والفكر الأخلاقي التشاؤمي.
لاثريو دي تورميس هي لوحة ساخرة لمجتمع ذلك الوقت الذي يعوزه الرحمة وتتفشى فيه الرّذائل وينتشر فيه النفاق خاصةً بين رجال الدّين المسيحيّين والمتديّنين. وتختلف الفرضيّات حول مؤلفه، فيرى البعض أنه من المؤيدين لأفكار الإراسموسيّين، وهو ما دفع محاكم التّفتيش إلى حظرها ثم السّماح بنشرها في وقت لاحقٍ بعد تنقيحها. ولم يعاد نشر العمل بشكل كامل حتى نهاية القرن التاسع عشر.

## الطّبعات الأولى
حفظت طّبعات أربعة مختلفة للعمل، تعود جميعها لعام 1554، وتجد على التّوالي في: برغش، أنتويرب، ألكالا دي إيناريس، ومدينا ديل كامبو. ويبدو أن أقدمها طبعات برغش ومدينا.
ويحتفظ بسبع نسخ مختلفة من طبعة أنتويرب، في حين توجد نسخة واحدة من الطّبعات الثّلاثة الأخرى. النّسخة التي اكتشفت في الآونة الأخيرة هي من طبعة مدينا ديل كامبو، كانت محجوزة حتى عام 1992 داخل جدار منزل في ساحة السيّدة العذراء في مدينة سوتيرانيا من باركاروتا. ومن المرجّح أن أقدم طبعة تعود لعام 1533 أو 1552، كان نجاحها سبباً في ظهور الأربع طبعات اللاحقة في وقت واحد.

## التأليف
قدمت فرضيات عديدة تاريخيًا حول مؤلفي رواية لاثريو دي تورميس. ففي عام 1605، نسب الرّاهب خوسيه دي سيغوينثا، من جمعية القديس جيرونيم الدينيّة، تأليف هذا العمل أيضًا للجيرونيمي الرّاهب خوان دي أورتيغا.
""يتحدثون عن فتىً كان طالبًا في سالامنكا، ذا عبقرية فذّة، بيد أنه لم يكن مهذّباً. ساهم الطالب في ترويج الكتاب هناك، يدعى لاثرو دي تورميس، يبرز من خلال شخصية العمل الوضيعة تمكناً من اللّغة القشتاليّة وجمالية شخصيات العمل التي يقدمها بفنّ فريد وظريف، ويستحقّ أن يقرأه أصحاب الذّوق الرّفيع. ودّليل على ذلك عثوره على مسودة العمل في الصّومعة مكتوبة بخطّ يده" الراهب خوسيه دي سيغوينثا، "تاريخ جميعة القديس جيرونيم"
في العصر الذي نشر فيه لاثريو، كان خوان دي أورتيغا قائد الجيرونيميين، وهذا ما يفسر سبب ظهور الكتاب دون اسم المؤلف. وكان عدم الكشف عن هويّته ضرورة لكونه قائد الجمعيّة الدينيّة. وقد دافع عن هذه الفرضية بقوة مارسيل باتايلون واتفق معه الصّحفيّ خوسيه ديلفن فال.
في عام 1607، في فهرس Catalogus Clarorum Hispaniae scriptorium في إسبانيا، الذي ألفه الفلامنكي باليريو أندريس تيكساندرو، يقول إن: «دييغو أورتادو دي مندوثا هو من ألف العمل الممتع لاثريو دي تورميس». ويرد الشيء ذاته في أعمال مؤلّفين آخرين من القرن السابع عشر وفي قاموس السلطات الذي نشرته الأكاديمية الملكية الإسبانية (1726-1739)، وقد نال الاستحسان خاصّةً في القرن التاسع عشر.
في شهر آذار لعام 2010، نشرت الصّحافة أنّ مارثيدس أجويو، عالم الكتابات التّاريخيّة، اكتشف في بعض أوراق دييغو أورتادو دي ميندوثا العبارة التّالية: «مجموعة من التّصحيحات لطباعة لاثريو وبروبلاديا»، ممّا دفعه لتأليف كتاب حول "فرضيّة واحدة جديّة حول تأليف لاثريو والتي عززتها حقائق وظروف أخرى تشير بقوة في اتجاه دون دييغو".
في نهاية القرن التاسع عشر، ربط عالم اللغة الإسبانية ألفريد موريل فاتيو، وطوّره لاحقاً مانيويل ج. أسينسيو- ربط مؤلف كتاب لاثريو مع ندوة الإراسموسيين والأخوة فالديس، وبناءً على هذه الفرضيّة عزي العمل إلى خوان دي فالديس أو أخيه ألفونسو. وساندت هذه الفرضية عام 2002 بحوث أنجزتها البروفسورة روزا نافارو دوران، تقوم أساساً على مقارنة العمل مع الحوارات المألوفة لألفونسو دي فالديس، وهي حوار الآلهات ميركوريو وكارون، وحوار الأحداث التي وقعت في روما.
وفي فرضية أخرى ظهرت في القرن التاسع عشر رشح اسم سيباستيان دي أوروثكو من قبل خوسيه ماريا أسينسيو إي توليدو وهو محرّر كتابه «الأغاني». ودافع عن الفرضية خوليو ثيخادور إي فراوكا عام 1914 في طبعته لكتاب لاثريو، معتمدًا على مشهد في الكتاب يتحدث عن فتى أعمى يدعى لاثرو. ودافع عنها لاحقا فرانشيسكو ماركيث فيلانويبا، الذي وجد تشابهات في موضوعاتها المهمة وأفكارها ومفرداتها.
ومن المقترحات حول من هو مؤلف لاثريو، اقترح في عام 1903 اسم الكاتب المسرحيّ لوبيه دي رويدا (وصاحب هذا المقترح هو فونجير دي آن، مدّعياً أنه كان كبطل الرواية واعظا في طليطلة عام 1538، وقد رفضت الفرضية هذه في وقت لاحق). ومن المقترحات الأخرى ذكرت أسماء مثل بيدرو دي روا، إيرنان نونيث، القائد اليوناني، ومؤخرًا، فرانشيسكو ثيربانتس دي سالاثار، الذي دافع عنه خوسيه لويس مادريجال. على الرغم من أن هذا الباحث تخلى عن هذه الفرضية عام 2008 للدفاع عن خوان أرثي دي أوتالورا مؤلف ندوات بالاتيو وبينثيانو. واعتقد كل من كلارك كولان وألفريد رودريجيث أنّ من كتب لاثريو هو عالم إنسانيّ من مدينة كوينكا يدعى خوان مالدونادو وذلك لاستخدامه المفرط للسّيرة الذاتيّة الخيالية من بين أسباب أخرى. واقترح آخرون أسماء أخرى مثل أليخو بينيجاس، باركولوميه توريس نارو، جونثالو بيريث، السكريتير العام لكارلوس الخامس. بالإضافة إلى فيرناندو دي روخاس، مؤلف لا ثلستينا، والتي دافع عنها هوارد مانسينج، أو عالم الإنسانيات الإسباني الشهير خوان لويس بيبيس، ونشرها فرانشيسكو كاليرو في عام 2006.

## الجنس الأدبي
تعد الرواية تثقيفاً للذات، ورغم أن جملها تبدو بسيطة غير أنها في الحقيقة معقدة جداً. الرسالة موجهة «إلى حضرتك»، وهي صيغة نفهم من خلالها أنه شخص ذو مرتبة اجتماعية سامية سمع بالقضية التي ثارت بين الناس عن «زواج رئيس الكهنة من زوجة لاثرو» فطلب إلى لاثرو، وهو شخصية حاضرة في العمل، كتابة الرسالة عارضاً وجهة نظره بالتفصيل، على أن تحوي نوعاً من الاعتراف من شخصية ذي رتبة كنسية، ربما رئيس أساقفة طليطلة الذي سمع بالإشاعات الغريبة حول السلوك الجنسي الغريب لرئيس كهنة سلفادور، وهو ما نتوصل إليه في نهاية الكتاب عن معاشرته لزوجة لاثرو.
أصالة الكتاب تكسر جميع القوالب والأجناس الأدبية وتخلق جنساً أدبياً واقعياً خاصاً هو الرواية الشطارية. تقابل الرواية من خلال محاكاة ساخرة لأدب الفرسان النهضوي والملاحم البطولية والأدب الرعوي الملائكي والعشق العذري مع ملحمة الجوع التي تسلط الضوء عن المسكوت عنه في المجتمع في محاولة للبقاء على قيد الحياة. وهذا التوجه يتماشى مع التقليد الواقعي في الأدب الإسباني لعصر النهضة في نموذجه الآخر المتمثل بمسرحية لا ثليستينا.

## المواضيع
تعالج لاثريو دي تورميس موضوعاً أخلاقياً، فهي تنقد بشكل لاذع النفاق ومفهوم الشرف المزيف الخاضع لمعايير المجتمع. يعرض المؤلف رؤيته السوداوية العدمية المناهضة للكنيسة لنهاية وخيمة للكرامة الإنسانية. فالحياة قاسية وتصدق فيها نصيحة الأعمى في لاثريو «فتات من بخيل خير من لا شيء»؛ فكل يسعى لمنفعته الشخصية فقط، وفي بداية العمل ينصحنا لكي نكون من الصالحين أن نتظاهر بالصلاح لا أن نكون منهم. وبلا شك، تعالج الرواية خيبة أمل إنسانية، ربما لرجل يهودي اعتنق المسيحية أو لإيراسموسي، رغم أن مارسيل باتايلون ينفي التأثير المباشر لدسيدريوس إراسموس على العمل.
لذلك، أدراج العمل في فهرس الكتب المحرمة لدى محاكم التفتيش، مما قاد إلى تداول نسخة منقحة للمشاهد المناهضة للكنيسة فيها. بالإضافة لذلك كانت الرواية من أكثر الكتب ترجمة وحاولت أعمال أخرى محاكاتها. وكان لتأثيرها العميق الأثر في ظهور أعمال أدبية أخرى في إسبانيا مثل دون كيخوتي دي لا مانتشا والثلاثين جزء من الروايات الشطّارية الإسبانية والأجنبية المحفوظة للآن.[بحاجة لمصدر]
ارتبط «لاثريو» بالأعمال التالية:
- الحمار الذهبي: تتناسب بنيتها مع بنية رواية المغامرات المتمثلة في كتاب لوكيوس أبوليوس التي تؤثر في ترتيب رواية لاثريو وفي طبيعة البطل الذي يخدم أكثر من سيّد، بيد أن لاثريو لا يتحول كما هو في شخصية أبوليوس.
- الكتاب الرابع للفارس الشجاع رينالدو دي مونتالبان: ألف العمل عام 1542، وهو مقتبس في حقيقة الأمر عن بالدوس أو بالدو (1521)، وهي قصيدة مستوحاة بلغتها التي تمزج بين الكلمات اللاتينية والعامية ذات النهايات اللاتينية من الإيطالي ثيوفيلوس فولينغوس الذي كتب رواية تدرج تحت ما يعرف بالسيرة الذاتيّة، ويقدم من خلالها ثنائية الأعمى والخادم وبطل من منزلة اجتماعية دنيا. وعلى منوال رواية لاثريو يكمن وراء هذا العمل نموذج شخصية أبوليوس.
- طريقة كتابة رسائل الحب: من هذه الرواية العاطفية لمؤلفها خوان دي سيغورا (1548)، أخذت رواية لاثريو نموذج الرسائل، الذي أكتسب أهمية كبيرة في حركة الأنسنة.
- القصص الفلكلوريّة:[21] يفضل عدم التركيز كثيراً على المصادر الشفهية كنوع من المصادر ويفضل الأخذ بعين الاعتبار النصوص المكتوبة، لا سيّما إذا كان مؤلفها المتوقع رجلاً مثقفاً.
- اعترافات القديس أوغسطين: تتخذ بنية السيرة الذاتية، خاصةً في بداية العمل.

## القيمة والأهمية
لاثريو دي تورمس هو عمل فني من الطراز الأوّل بسبب أصالته وقيمته الإنسانية وأهميته الأدبيّة والثقافيّة وأسلوبه القشتاليّ الموزون الدقيق والشفهي الذي أشاد به خوان دي فالديس ولغته القشتالية الكلاسيكية النموذجيّة، وهي لغة مرنة ومعبّرة تتهكم بمهارة، ونجد الكثير من التكرارات الصوتية الصورة الكلامية ذات الهيكل المتوازي من خلال تشُكيّل عبارتين أو أكثر ذات طول مماثل، ويمتلك الأهمية ذاتها إدراج أمثال عريقة واقتباسات مثقفة.
جزء كبير من المضمون والشخصيات أصولها فلكلورية تقليدية، وفيها الكثير من القصص والنوادر المأخوذة عن الموروث الشعبي الغني، مع ذلك تعد الرواية سابقة بحدّ ذاتها، حيث وظفت أدوات روائية تقنية متنوعة مثل: التشويق، التي استفاد منها ميغيل دي ثيربانتس بذكاء، كالذي في مشهد البولدير؛ أو تصعيد الحبكة ومن ثم بدء انحلالها كما في مشهد الأعمى أو رجل الدين المسيحي من ماكيدا.
استخدام البنية تدور في حلقة فتنتهي مستكملة ما قد بدأته، جاعلة من الرواية عملاً مستديراً. ومن ناحية أخرى هي أول رواية متنوعة في الأدب الإسباني: شخصية لاثرو تتطور، لا هي مسطحة ولا نموذجاً بدائياً، تتغير وتتطور، ويمر بالشخصية الساذجة ثم الساخرة الماكرة متعلماُ من دروس الحياة. وفي النهاية يعيش ضمن أفضل شخصية ممكنة واضعاً نصب عينيه كل مسرى حياته السابقة. ولا يمكن مقارنة خيانة زوجته بكل المآسي التي عايشها. وكل شخصية في العمل متفردة ومتميزة: قسوة الأعمى، الحالم المثالي، حامل الدرع الفخور المسكين، وهي شخصية فلكلورية على ما يبدو أعاد ثيربانتس توظيفها في أعماله، بالإضافة إلى حوار الضمائر في مشهد الخادم وحامل الدرع؛ أو الطمع ودناءة ونفاق رجل الدين المسيحي، هذا النوع من الحوارات التي استلهمها ثربانتس أيضاً.
القيمة النفسية والإنسانية واضحة في المقالة الثالثة التي تشكل سابقة للرواية المتنوعة الشخصيات في الأدب الحديث. من ناحية أخرى؛ رسمت رواية لاثريو مخططا أولياً تقاطع لاحقاً مع أجناس إسبانية وأوروبية مشابهة عرفت بالرواية الشّطارية، ومنها رواية عثمان دي الفاراتشيه (1599) للكاتب ماثيوس أليمان، وهي أكثر هذه الروايات تعاطياً لموضوع الأخلاق وأكثرها تشاؤماً.

## أحداث الرواية
هذا العمل عبارة عن رسالة أدبية مطوّلة مرسلة إلى شخص مجهول الهوية لقّبه المؤلف بـ «حضرتك» كما ذُكر سابقا. وبالنسبة للمحتوى، فهو مقسّم إلى سبعة فصول، يقصّ لنا فيها لاثارو غونزاليس بيريث أحداث حكايته منذ طفولته بل حتى منذ ولادته.
يبدأ الفصل الأول فيخبرنا فيه لاثارو أنه وُلِد لعائلة بسيطة متواضعة من عامة الشعب، في أحد القرى القريبة من سالامنكا وبالتحديد عند ضفة نهر تورميس، النهر ذاته الذي ولد عنده العظيم آماديس دي جاولا كما تذكر أسطورته. ويُعد نهر تورميس أحد أهم روافد نهر دورو من ضفته الغربية، كما يمر بالمحافظات: آبيلا، سالامكنا، سمورة، قشتالة ليون. ومن هنا أخذ المؤلف اسم الرواية.
كان والد لاثارو، توميه غونزاليس، رجلا متواضعا يعمل طحّاناً منذُ أكثر من خمس عشرة سنة، رُزق بهذا الطفل الذي ما لبث أن فارقه وتركه يتيما بعد أن اتهم بالسرقة وعقوب عليها بإجباره على خدمة أحد الفرسان في حملة حربية فمات هناك.
بعد ذلك، قررت والدتهُ، أنتونا بيريث، الانتقال للعيش في مدينة سالامنكا. ولقسوة الحياة، ولأن طفلها ما زال صغيرا اضطرت لمزاولة مهنة الطبخ والغسيل والتنظيف لتأمين لقمة العيش لها وللاثارو ذي الثماني أعوام.
أثناء عملها وذهابها ومجيئها، التقت أنتونا بزايد، وهو الشاب الزنجي الذي لم يرق للاثارو في بداية الأمر، لكنّ زايد مع مرور الوقت استطاع كسب ودّ ذلك الصغير، فأخذت علاقتهما تتحسن شيئا فشئيا، وبات يتقرب من الأم إلى أن انتقلت للعيش معه، وأنجبا أخاً للاثارو أخذ من أبيه سمرته ومن أمه شيئا من بياض بشرتها.
كل شيء سار على خير ما يرام إلى أن جاء اليوم الذي سُجن وجُلِد فيه زايد بسبب السرقة. وخوفا على طفليها قررت أنتونا بيريث الرحيل مرة أخرى وترك العمل الذي تعرفت من خلاله على زايد، فانتقلت إلى نُزِلٍ، وفي هذه المرة كان لاثارو قد كبر قليلا ليساعدها في بعض الأعمال هناك.
في إحدى الأيام، مر رجل أعمى بالأم والصغير لاثارو في النزل، فالتقى بلاثارو وطلب إليه أن يرافقَه ليخدمه. ووافقت الأم ظانّة أن فتاها سيتمكن بذلك من التعلم ليصبح رجلا مسؤولا. غير أن مرافقة لاثارو لهذا الرجل لم تكن فكرةً جيدة؛ فلم يكن ذلك النبيل الذي يمكنه تعليم لاثارو الأخلاق الفاضلة، بل كان أبعد ما يكون عنها. فقد كان سيداً في المكر والخبث، وبطلا في الخداع، ومقداما في الاحتيال على الناس وإيقاعهم في مقالبه، وكان شديد الحرص على طعامه وشرابه، وبخيلا أشد البخل في إطعام الفتى.
ومع كلِّ هذا لم يكن أمام لاثارو سوى أن يتعلم منه أساليبه ليصبح صورة مصغرة عنه كي لا يموت جوعا من بخله فيحمي نفسه من خدعه وشدة تهكمه. وهكذا انقلب الفتى من ذلك الأحمق البسيط متخصاً من سذاجته التي كانت تجلب له المشاكل ليصبح الآن تلميذاً ينافس أستاذه في أساليب المكر والخداع.
في إحدى المرات وقع لاثارو في مكيدة سيده فتأذى من ضربة ثور، وأخرى حاول سرقة جرّة النبيذ من الأعمى فضربه بها، وتارة أخرى تباريا حول من هو الأشد دهاءً ومكرا بينهما عندما تشاركا عنقودَ العنب، أما في المرة الأخيرة، انتهى فيها أمر كل شيء لأن لاثارو جعل سيده يصطدم بعامود انتقاما منه على كل ما فعل فافترقا.
هنا ينتهي الفصل الأول ويبدأ الفصل الثاني الذي يحكي لنا فيه الفتى ماذا حدث معه عندما التقى سيده الثاني كاهن ماكيدا، المدينة التي تقع في مقاطعة طليطلة.
كان لاثارو عاثر الحظ؛ فما كاد يتخلص من الرجل الأعمى حتى وقع في شباك كاهن ماكيدا. لم يكن بُخل كاهن ماكيدا معهودا؛ كان يُخبئ الطعام في خزانة حديدية ويترك لاثارو يشكو جوعه أياماً. بيد أن الفتى عزم على ألا يبقى تحت رحمة هذا البخيل قاسي القلب، فسرق ذاتَ يوم أثناء غيابِ سيّده بعضا من الخبز المخبّأ لينقذ به ما تبقى من جسدِه الهزيل. وأصبح ينتظر كل يوم سيده لينام أو يستغل ساعات غيابه في الكنيسةِ نهارا ليغذّي نفسه قليلاً من طعام الكاهن.
وتتوالى الأيام، وتتصاعد الأحداث في الرواية فيكتشف الكاهن اختفاء طعامه، فحينا يظنهُ فأر، وحينا يرتاب من حديث الجيران عن وجود أفعى فيظنها هي من تسرق خبزه، وفي كل مرة، يحاول هو من جهته نصب الفخاخ، فيقوم لاثارو من جهته باكتشاف طريقة جديدة ليسرق بها الطعام حتى وصل به الأمر لعملِ نسخة من مفتاح الخِزانة الذي كان يخبّئهُ في فمه ليلا عندما ينام خوفا من أن يجده سيده.
في ليلةٍ من الليالي، حين كان الفتى يغط في النوم العميق، أخذت أنفاسُه تدخل فمه وتخرج مصدرةً صوتا كالصفير بسبب وجود المفتاح. لم تكن هذه الليلة ليلة لاثارو السعيدة، فعلى صوت هذا الصفير استيقظ الكاهن، ظانا في نفسه أنه سينال أخيراً من غريمه الذي يسرق طعامه.
أمسك الكاهن العصا وأخذ يقترب من مصدرِ الصوت أكثر فأكثر، ثم رفع يده أقصى مداها وضرب ضربةً قوية ليجهز بها على الأفعى -كما اعتقد- فما لبثَ أن رأى لاثارو المسكين غارقا في دمائه فاكتشف بذلك هوية السارق وغضب من لاثارو وطرده من منزله.
بعد ذلك نصل للفصل الثالث، الفصل الذي يروي فيه الفتى ما حصل له بعد الحادثة الأخيرة، فحين طرده الكاهن البخيل وأفاق من غيبوبته التي أحدثتها الضربة المؤلمة؛ سار في طريقه إلى أن حط رحاله في مدينة طليطلة وهناك التقى بسيده الثالث. أُطلق على سيده هذا اسم الاسكوديرو وتعني خادم الفارس النبيل الذي يحمل درعه ورمحه. وهو شخصية مهمة وحاضرة في الأدب الإسبانيّ -كما هو حال سانتشو خادم دون كيشوت في روايته الشهيرة-.
عندما رآه لاثارو أول مرة، ظنّ أن القدر قد ابتسم في وجهه أخيراً فقاده لفارسٍ نبيل غنيّ وفير الطعام، فأخذت لاثرو أناقة ثياب الفارس وهيئته. غير أنه لم تدم تلال الطعام وعيش الرخاء الذي انتظرها سوى دقائق فتحطّم كل شيء، وتجهّم وجهه بمجرّد أن دخل منزل الفارس حيث تبخرت أحلامه وذهبت أدراج الرياح، فقد استيقظ من أوهامه على منزل يتبعثر في أنحائه الفراغ، ولا يحوي سوى سرير مهترئ يأوي إليه الاسكوديرو ليلاً لينام.
عرِف منه بعد ذلك لاثارو أنه لا يملك حتى فتات الخبز، وأن كل ما يملكه هو أناقته وهيئته النبيلة التي تذكّره بأمجاده، تلك الأمجاد التي يفضّل الموتَ جوعا على أن يلوّثها ويلطخها باستجداء قرشٍ أو رغيف خبز واحد. ولكن لاثارو الصغير استطاع بما اعتاده وتعلمه أن يفلت من قبضة الجوع ويوفّر الطعام لهما. ووطاب العيش للاثارو الصغير رغم ضنك عيش سيده. فقد كان نبيلا حقيقيا، ذي أخلاقٍ فاضلة كريمة، وكان يحب له الخير ويعطف عليه. لكن وكما كان يحصل دوماً لم يكن الحظ ليدوم له، فلم تنقضي مدة قصيرة حتى تركه سيده فعاد من جديد وحيدا في هذا العالم.
وسرعان ما وجد لاثارو سيده الرابع، السيد الذي يقص لاثارو حكايته في الفصل الرابع من الرواية. تحدّث عنه لاثارو هنا بصفات وجيزة وكلمات مختصرة؛ فهو راهبٌ من أخوية القديسة مريم العذراء للرحمة- وهي أخوية لفداء الأسرى المسيحيين الواقعين في أيدي العرب والمسلمين، وقد أنشئت عام 1218-. وصف لاثارو هذا الراهب بـ«عدو» حياة الكنيسة، وبأنه كان مأخوذا ببريق المتع الدنيوية مولعاً بها. ومن كثرة ما كان يقضي وقته في زيارة الناس كان أكثر شخص يستبدل أحذيته ويغيرها لكثرة ما كانت تهترئ. يقول لاثارو أنه حصل على زوج الأحذية الأول له من هذا الراهب بسبب مرافقته له في زياراته. غير أنه لم يستطع مجاراة هذه الحياة «فلذلك ولأسباب أخرى لا يمكن ذكرها قررت تركه».
وفي الفصل الخامس من الرواية أسهب الفتى بالحديث عن سيده التالي أكثر من سابقه. فقد كان محتالا كبيرا، يخدع الناس ويدلّس الحقائق. سُمّي بالرواية بولديرو وهو لقب دينيّ قديم يُعطى لمن كان يمنح الناس صكوك غفران من الكنيسة.
يخبرنا لاثارو كيف اتفق هذا المحتال مع أحد رجال الشرطة ليتآمرا على الناس ويقدم لهم تلك الوثائق كصكوك غفران حتى يتّبعوهم. وكان يبدو أكثر تأثيراً حين يتصنع التحدث باللغة اللاتينية رغم أنه لم يكن يعرفها، فينخدع الناس به أكثر. ما كانت إلا مدة قصيرة حتى تركه لاثارو ومضى في طريقه باحثا عن سيّدٍ جديد وحياةٍ جديدة.
وعمّا يحتويه الفصل السادس؛ فكانت يشغل بعض سطوره حديث لاثارو عن سيّدٍ له كان يمتهن حرفة صناعة الدفوف. لم يفلح هذا السيد بأن يكون مختلفا عن سابقيه، ولم يزدد الحظّ إلا اخفاقا في مسح العبوس عن وجه ذلك الصغير.
هذا عن السطور الأولى، أما ما بعدها، فتتحدث عن سيد لاثارو الآخر والذي كان قسيسا يقوم بجانب أعماله الدينية ببيع الماء للناس. حين خدمه لاثارو أعطاه حمارا وعدة مناسبة لجلب الماء من النهر ليقوم بدلاً عنه في هذا العمل. يبدو أن قدر لاثارو اغير بذلك فأصبح يملك الآن ما لم يملكه طول حياته، وهو عمل يعيل به نفسه ويشتري منه الطعام والشراب. كان ما يجنيه من نقود طوال الأسبوع يقدّمها للقسيس، أما أيام السبت، فجعلها نصيبا له وحده. واستمر على هذا الحال أربع سنوات تمكّن فيها من تحسين هندامه وشراء ملابس جديدة بدا فيها كالنبلاء، الأمر الذي جعله يترك العمل إذ لم يعد يليق به.
ثم يأتي الفصل السابع من الرواية يذكر مأمور الشرطة الذي خدم عنده الفتى، وكانت مهنته تقتضي إلقاء القبض على المجرمين وملاحقتهم مما عرّض لاثارو للخطر فقرر أن يتركه.
ثمّ وبفضل قمّص سان سالفادور حصل لاثارو على عمل جديد كمنادٍ للمدينة -والمنادي هو من يقرأ الإعلانات الهامة، ويُعلِم الناس بوجود بضائع جديدة كالنبيذ وغيره، ويبلغ عن عقوبات المجرمين ونحو ذلك-. ليس هذا فحسب، بل إن القمص عرض على لاثارو الزواج بإحدى خادماته. وفي حقيقة الأمر ليس الأمر كما يبدو، فقد كان لذلك القمص مآرب أخرى من هذا الزواج؛ فقد كان يريد تخليص نفسه من الأحاديث الشائعة التي يتداولها الناس في ما بينهم عن العلاقة بين هذا القمص وخادمته.
لم تجري الأمور كما خطط القمّص لها، إذ لم تنتهي الإشاعات، بل أخذت تجرف معها لاثارو الذي أصبح محط سخرية الآخرين لأنه رضي الزواج من امرأة على علاقةٍ برجل آخر. فعندما حصل هذا المسكين على السعادة، كان ثمن الحفاظ عليها باهظا؛ إذ كان لا بد من التخلي عن سمعته ومكانته بين الناس ليعيش بسعادة، فصمَ آذانه وهذا ما فعل.

## روايات جديدة حول لاثريو دي تورميس

### رواية مدينة أمبيريس
نشرت هذه النسخة الجديدة من رواية لاثريو للمرة الأولى في أمبيريس عام 1555 دون اسم مؤلف. وقد اقتبس نيكولاس انطونيو أقوال كاردوس الذي قال إن مؤلفها هو الراهب مانويل دي اوبورتو الذي أساء قرّاؤه ضيافته فصيّرها عملاً خيالياً أو فنتازيا لوقيانية بدل أن يكتبها، بما هو متعارف عليه، بأسلوب واقعي شطّاري. يحول المؤلف لاثرو إلى سمكة تونة ويتزوج من سمكة تونة أنثى وينجبا أطفالاً يشبهون والديهم. ويقود مع مجموعة أسماك التونة حروباً ضد أنواع الأسماك الأخرى. ربما أراد المؤلف المجهول الذي يقيم في فلانديز أن يهجو ظروف الحياة الإسبانية في تلك الحقبة غير أنه لم ينجح. أعيدت طباعة هذه النسخة من الرواية في ميلان عامي 1587 و1615 إلى جانب رواية لاثرو الأولى.
تنقسم هذه النسخة إلى 18 فصلاً
- الفصل الأول: وفيه يدرك لاثرو صداقته في طليطلة مع بعض الألمان، وماذا حدث معهم.
- الفصل الثاني: كيف ذهب لاثرو إلى الحرب في الجزائر بعد إلحاح من أصدقائه، وما حدث له هناك.
- الفصل الثالث: كيف خرج لاثرو من الكهف على هيئة سمكة تونة، وكيف أخذوه حراسهم وذهبوا به إلى القائد.
- الفصل الرابع: بعد تواجد لاثرو مع أسماك التونة في الكهف فجأة عثروا على الملابس بدون أي أثر للاثرو ظانين أنه قد غرق، وكيف بعد ذلك عالج لاثرو القضية.
- الفصل الخامس: وفيه يروي لاثرو عن المال القليل الذي أعطاه إياه زعيم سمك التونة مقابل خدمته، ويروي أيضاً صداقته مع ليثيو.
- الفصل السادس: وفيه يروي لاثرو ما حدث مع صديقه ليثيو في المحكمة مع القبطان العظيم.
- الفصل السابع: وفيه عرف لاثرو بسجن صديقه ليثيو وعندها بكى هو والآخرون كثيراً، وماذا فعلوا بشأنه.
- الفصل الثامن: وفيه ذهب لاثرو وأسماك التونة محتشدين إلى المحكمة لتحرير صديقهم ليثيو.
- الفصل التاسع: كيف خلّص لاثرو صديقه ليثيو من الموت وماذا فعل أيضاً من أجله.
- الفصل العاشر: كيف جمع لاثرو أسماك التونة جميعاً ودخلوا إلى بيت الخائن دون بابير وقتلوه هناك.
- الفصل الحادي عشر: بعد صخب ما حدث مع القبطان ليثيو، أخذ لاثرو وأسماك التونة بنصيحته ليروا ماذا سيفعلون، وأرسلوا سفارتهم إلى ملك أسماك التونة.
- الفصل الثاني عشر: كيف رجعت السيدة القبطانة إلى الملك مرة أخرى وأحضرت معها خبراً ساراً.
- الفصل الثالث عشر: وفيه توصل لاثرو إلى اتفاق مع الملك وأصبح مقربا إليه.
- الفصل الرابع عشر: وفيه قرر الملك وليثيو تزويج لاثرو من الجميلة لونا، وتم الزواج.
- الفصل الخامس عشر: وفيه يذهب لاثرو إلى الغابة للصيد، تاه هناك خاسراً من معه، ثم وجد الحقيقة (حقيقة أنه رجل).
- الفصل السادس عشر: وفيه أطلق لاثرو الحقيقة بعيداً، ذاهباً مع سمك التونة إلى وضع البيض ثم وقع في شبكة الصيد وأصبح رجلاً مرّة أخرى.
- الفصل السابع عشر: وفيه يروي التحوّل الديني الذي جرى في أشبيليا، وكيف اعتنق لاثرو الديانة المسيحية وهو على منصة المشنقة بدون رغبة فقط لينقذ نفسه من الموت.
- الفصل الثامن عشر: وفيه ذهب لاثرو إلى سلامنكا، حيث كانت علاقته ضبابية مع رئيس الجامعة «بين صداقة ونزاع» ويصف علاقته مع الطلاب.

### رواية خوان دي لونا
هذا العمل أقرب بكثير من العمل السابق إلى الطبيعة الواقعية، نُشر للمرة الأولى في باريس سنة 1620. والكاتب هو «خوان دي لونا»، بروتستنتي من طليطلة، كان يعلّم اللغة في باريس ولندن، حيث ألّف وحرّر الكثير من الأعمال في هذا الشأن. عندما قرأ الجزء الثاني من لاثريو احتد لدرجة أنه قرّر أن يكتب جزءاً أفضل يرويه في مقدمة الكتاب: الجزء الثاني من حياة لاثريو دي تورميس (باريس، 1620)، أعيد طبعه في سرقسطة في العام 1652 مع تغييرات في النص، واحدة من تلك التغييرات على سبيل المثال: أنه لا يعد بكتابة جزء ثالث. هذا العمل هو استمرارية للعمل الأصلي الذي يشكل مصدر إلهام، وقد عملت محبوبته «لونا» على نشره. ويبرر الكاتب رداءة نوعية عمله الأول وفدفعه ككاتب طليطلي عارف بجو العمل أن يطوّر عملاً آخر أكثر كرامة وواقعية.
بهذه المناسبة صديقي القارئ تمت الطباعة الثانية للاثريو من تورميس بعد أن تم التوّصل إلى كتيّب يلمس شيئاً من حياته دون أن يترك أثراً في الحقيقة. الجزء الأكبر منه يقصّ كيف سقط لثاروا في البحر وتحوّل إلى سمكة تونة وعاش الكثير من السنين متزوجاً من سمكة تونة أنجبت أطفالاً يشبهون أمهم وأباهم كثيراً. ويخبر العمل عن الحروب التي شنتها أسماك التونة ضد زعيمهم لاثرو وآخرين حمقى سخيفين جداً مثل الكذابين وسيئي الخلق. من دون شك أن الذي ألفه أراد أن يروي حلماً أحمق أو حماقة حالمة. هذا الكتاب كان الدافع الأول الذي قادني إلى تسليط الضوء على الجزء الثاني «حرفيا» من دون زيادة أو نقصان كما رأيته مكتوباً في محفوظة الموشح الغنائي، والذي يتوافق مع ما كان يُروى لجدتي وعمّاتي مائة مرّة حول النار في ليالي الشتاء، ومع ما فطمتني عليه مربيّتي.
حاز هذا العمل على نجاح كبير في وقته، أربع طبعات في اللغة القشطالية وسبع ترجمات للفرنسية، كل هذا قبل نهاية القرن السابع عشر. ولكن لم يُنشر في إسبانيا حتى عام 1835، وذلك بعد سنة من إلغاء محاكم التفتيش للأبد. منذ ذلك الحين تم طبعه أكثر من عشرين مرة.
يستعرض الكاتب معرفته أعمال كل من ميغيل دي ثيربانتس وماتيو أليمان وفرانثيسكو دي كيفيدو وفسينت اسبينال. ويحاكي الجزء الثاني من رواية لاثريو نسخة أمبيريس (1555). ويعود ليتناول موضوعين في لاثريو دي تورميس الأصلية وهما: العداء لرجال الدين وكره النساء ليصنع من بطل الرواية زوجاً ديكارتياً.
وتدور حبكة الرواية كالآتي: يغادر لاثرو طليطلة تاركاً ابنه غير شرعي وزوجته تحت رعاية رئيس الأساقفة، الذي يعاملهم كأملاك شخصية له. ويعود ليلتقي مع حامل الدرع الذي يروي له مغامرته مع امرأة غير شريفة، ثم يبحر في أسطولٍ بحريّ موجه لحرب العرب، فيغرق الأسطول وينجو منه القباطنة والشخصيات المهمة واثنان من رجال كانا في القارب ولم يشغلا نفسيهما بأخذ اعترافات الناس قبل الغرق لأن ما كان يشغلهم فقط هو إنقاذ أنفسهما. ولأن معدة لاثرو كانت ملأى بالخمر وكان سكيراً تائهاً لم تتسع معدته للماء فبقي على قيد الحياة. ينقذ اثنان من الصيادين اللذين يقرّرا عرضه داخل وعاء ماء على أساس أنه نوع من الوحوش البحرية أو نوع من سمك «النيكولاو». يهرب هذا الوحش بعد أن يسكب مياه الوعاء، فتتسرَّب إلى الشقة السفلى وتبلِّل فراش سيدة لفرط كرمها «استقبلت في سريرها أحد رجال الدين ليبيت عندها تلك الليلة» في مشهد يظهران فيه مجردين من الملابس مثل «كيوبيد مع سهمه وفينوس مع كنانتها».
ثم يعود لاثرو مرة أخرى إلى طليطلة مع رئيس الأساقفة، فيريه أطفاله الجدد الذين أنجبتهم زوجته (زوجة لاثرو) في غيابه الطويل، الشيء الذي يدفع لاثرو ليترافع ضد رئيس الأساقفة في المحكمة غير أنه يخسر القضية في نهاية المطاف. يغادر لاثرو إلى مدريد لكسب رزقه. ويدخل في خدمة عاهرة اشبيلية، ثم ينتقل للعمل كحامل متاع عند أحد الفرانسيسكان وكلٌ من كان يدفعه له هؤلاء الأسياد عصياً ولكمات.
قبل مغادرة لاثرو للمحكمة يجد نفسه عالقاً بين شاب وفتاة يحبان بعضهما البعض، كلارا الفتاة القصيرة الممتلئة وشاب جميل متأنق في لباسه، يختبيء هذا في صندوق ويكلف لاثرو بحمله إلى بيت الفتاة. عند وصوله يزيل قاعدة الصندوق فتنكشف الخطة ويتلقّى لاثرو رصيداً آخر من العصي واللكمات من الشاب، غير أنه يشير بأصابع الاتهام إلى حامل الدرع فتنتقل الضربات إليه.
يتعرّف بعدها على مجموعة غجر ثم يلتقي مرة أخرى أثناء ذهابه للسوق بالشاب والفتاة ذاتهما في نزل خارج بلد الوليد وهناك يهاجم القديس أوفيسيو إخوة الفتاة الذين يسعون للانتقام منها. ومن بين الغجر يظهر رجل الدين والسيدة اللذين كانا مبلَّلين عندما هرب من البرميل، ليؤكد عجوز غجريّ أنّ في إسبانيا: «كانوا جميعاً رجال دين أو رهبان أو راهبات أو لصوص ولكن من بين الأوغاد الذين كانوا يذهبون إلى دور العبادة من خرج يتمعن في الحياة».
خلال فترة إقامته في بلد الوليد يخدم لاثرو سبع نساء في آن واحد، واحدة منهن منافقة في الدين مهووسة بالعلاقات الجنسية مع الرهبان. بعد فترة وجيزة وعلى إثر وقوع عربدة بين اثني عشر رجلاً وست نساء يقرر لاثرو أن يصبح ناسكاً ليعيش مع شخص كان يظن في البداية أنه فقير وليتبيّن له لاحقاً أنّ له مخزن مؤون يكفيه عاماً كاملاً، وأنه يساكن امرأة دون زواج، وليس هذ وحسب، بل إنّ حماة الناسك كانت قد أنجبت تلك العاهرة (السابق ذكرها) وأختيها نتيجة لعلاقاتها الجنسية «مع الراهب ورئيس الدير والخوري لأنني دائما مكرّسة نفسي للكنيسة» على حدّ قولها. وتروي المرأة العجوز للاثرو كيف أنها علّمت بنفسها بناتها تعاليم كنسيّة «من أجل أن يصبحن نساءً متحفّظات، يفضلنّ البقاء في المنزل، غنيات وصبورات» مناقضة بذلك نفسها. بعدها يتعرض لاثرو للنصب ثم تحتجزه مجموعة من النساء فيقيّدنه عارياً بالسرير فيما يضايقنه ويسِئن إليه. وفي مشهد هزليّ سادي مازوخيّ يرمينه في الشارع عارياً دون ملابس فيلاحقه مجموعة من الأطفال مستهزئين به، فيختبئ في كنيسة حيث ظنونه شبحاً. وحين يصل العمل إلى ذروة الإذلال تنتهي الرواية، تاركاً وراءه درساً أخلاقيا أنه «من العبث صناعة الإنسان، فقوته هزيل ومعرفته جهل إذا الرب لم يحمِ ويعلّم ويهدي» (الفصل السادس).
الفكر البروتستانتي لدى المؤلف يبرز في عدائه لرجال الدين وموقفه هذا ثابت نراه في جميع صفحات العمل. بالإضافة إلى أنه يصوّر إسبانيا فاجرة ومنافقة وغارقة في كلّ أنواع الفساد الجنسيّ، وربما باعتبارها النقيض للتطرّف الصارم للبروتستانتيين. كتبت هذه الرواية وخصصت للأميرة ماركيتا روهان، وهي تنقسم إلى ستة عشر فصلاً:
- الفصل الأول: كيف رحل لاثرو من طليطلة للمشاركة في حرب الجزائر.
- الفصل الثاني: كيف أبحر لاثرو في قرطاجنة.
- الفصل الثالث: كيف خرج لاثرو من البحر.
- الفصل الرابع: كيف أحضروا لاثرو إلى إسبانيا.
- الفصل الخامس: كيف أحضروا لاثرو إلى المحكمة.
- الفصل السادس: كيف أحضروا لاثرو إلى طليطلة.
- الفصل السابع: ما حصل للاثرو على طريق نهر التاجه.
- الفصل الثامن: كيف ترافع لاثرو ضد زوجته.
- الفصل التاسع: كيف ذهب لاثرو لكسب رزقه.
- الفصل العاشر: ما حصل للاثرو مع العجوز المومس.
- الفصل الحادي عشر: كيف غادر لاثرو إلى أرضه وما معه على الطريق.
- الفصل الثاني عشر: ما حصل للاثرو في نزل يبعد ثلاثة أميال عن بلد الوليد.
- الفصل الثالث عشر: كيف خدم لاثرو سبع نساء معاً.
- الفصل الرابع عشر: يروي لاثرو ما حصل له في وليمة ما.
- الفصل الخامس عشر: كيف أصبح لاثرو ناسكاً.
- الفصل السادس عشر: كيف أراد لاثرو أن يتزوج مرة أخرى.

### رويات أخرى عن لاثرو
نشر الكاتب خوان كورتيس دي تولوسا مؤلفته «لاثريو من بستان التفاح» في العام 1617 الذي يبدو أكثر بحثاً في أعمال الكاتب دي كيفيدو من العمل الذي أخذ اسمه. الكتاب سهل القراءة ويحتوي العديد من الحكايات المضافة إليه.
وظهر في لندن في عام 1688 كتاب «حياة وموت لاثريو الصغير» مجهول المؤلف. وفي العام 1742 طبع في برشلونة «لاثريو دي بادالونا» كتب على شكل أبيات من الشعر ليكون بمثابة دليل إرشاد للمدينة التي استعار اسمها. ومن جهة أخرى قام الكاتب كاليكستو كارلوس بوستامانتي في عام 1773 بنشر مؤلفه «لاثريو لفاقدي البصر» الذي يصف فيه خط الرحلة من بوينوس آيرس إلى ليما التي تعكس الممارسات والعادات والحياة الاجتماعية والمصاعب للمدن والمناطق التي زارها. وظهر أيضا عام 1898 «لاثريو من نهر الدويرو» للكاتب خواكين ديل باركو كتب على شكل أبيات من الشعر لتمجيد تاريخ مدينة سمورة بهدف تربويّ. وأنهت كل من: «لاثريو أسبانيا» للكاتب سيرو بايو (1911) و«المغامرات والمصائب الجديدة للاثريو دي تورميس» للكاتب كاميلو خوسيه ثيلا آخر ما كتب عن لاثريو دي تورميس.

## معرض صور

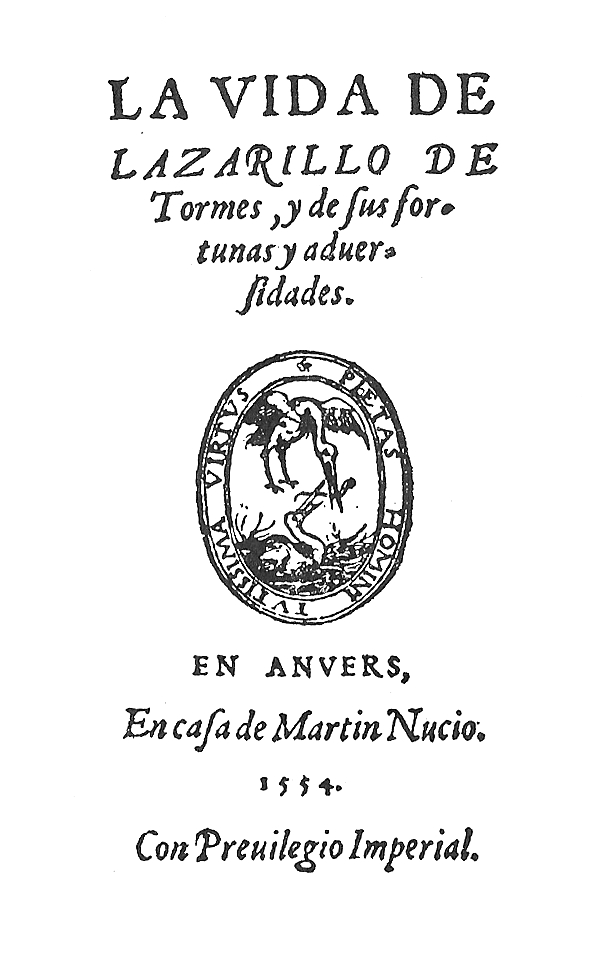
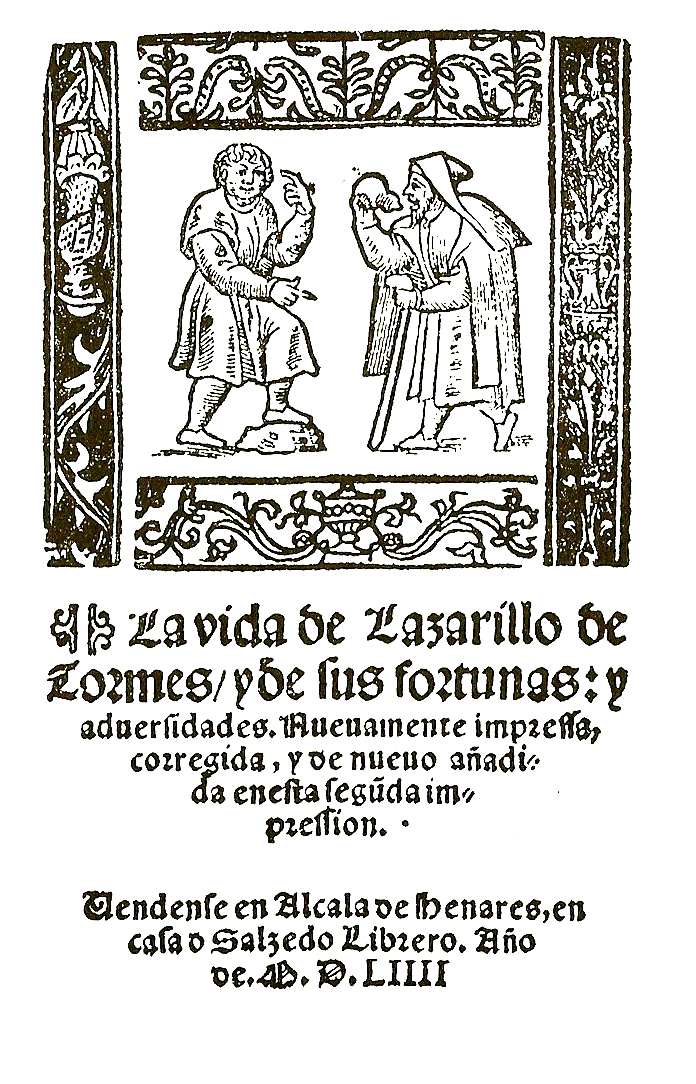
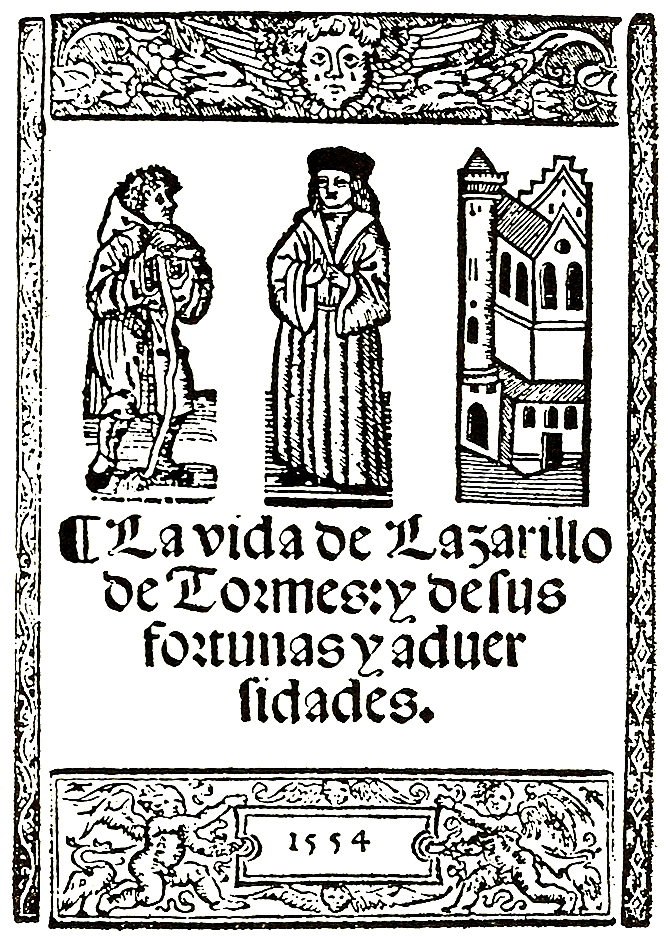